# Przepływ laminarny

Przepływ laminarny w rurce

Przepływ laminarny – przepływ uwarstwiony, w którym płyn przepływa w równoległych warstwach, bez zakłóceń między warstwami.
Przepływ taki zachodzi przy odpowiednio małej prędkości przepływu. Graniczną prędkość przepływu, przy której ruch laminarny przechodzi w turbulentny, można dla określonego płynu i warunków przepływu obliczyć na podstawie liczby Reynoldsa.